# Монте Зонколан
Монте Зонколан (итал. Monte Zoncolan) је планина у Карнским Алпима, у региону Фурланија-Јулијска крајина, у Италији. Један је од најзахтјевнијих успона у друмском бициклизму, вожен је шест пута на Ђиро д’Италији (2003, 2007, 2010, 2011, 2014 и 2018), као и једном на Ђиро доне трци (Ђиро д’Италија за жене) 1997. Ђилберто Симони је побиједио на прве двије етапе које су се завршавале на Зонколану, 2003 и 2007. Иван Басо побиједио 2010, Игор Антон 2011, Мајкл Роџерс 2014, док је Фабијана Луперини побиједила једино издање женске трке, које је вожено до Зонколана.
Планина такође има ски центар у Раваскелту, са 22 km успона и доступне висине за скијање између 950 и 2.000 метара

## Детаљи успона
На планину може да се пење са три стране: од Овара, Сутриоа и Приоле.
- Западно од Овара: Успон од Овара је веома захтјеван и један од најтежих у Европи, обично се пореди са Англируом. На Ђиро д’Италији вожен је први пут 2007. Успон почиње у Овару , дуг је 10,1 km, са 11,9% просјечног нагиба, док је максимални нагиб 22%. Прави успон почиње у Лиарису, на 8,5 km од врха. Недуго након села, пут креће кроз шуму и достиже 900 m 15%. Након ове дионице, пут иде кроз три кратка тунела, послије чега слиједе дионице узбрдо - низбрдо, први самом врху. Лош асфалт између Илариса и тунела замијењен је 2007; асфалт између последњег тунела и врха је бећ био замијењен у јесен 2005. Тунели сада свијетле.[7]

- Источно од Сутриоа: Успон од Сутриоа је мање захтјеван него од Овара, али је такође један од изазовнијих успона у Италији. Први пут се нашао на Ђиро д’Италији за жене 1997, а затим и на Ђиро д’Италији 2003. Успон почиње у Сутриоу и дуг је 13,5 km, са просјечним нагибом 9%, а са максималних 23% нагиба; надморска висина је 1210 m. Првих 8,7 km има просјечан нагиб 8,7%, након чега иде равна дионица. Најзахтјевнија секција је последњих 3,5 km, са 13% просјечног нагиба и 23% максималног нагиба.[8][9]
- Источно од Приола: Успон од Приола је био са оригиналним старим путем, који је замијењен новијим са Сутриоа. Двије улице се комбинују на око 4 km до врха. Пут од Приола је асфалтиран први пут у јесен 2005. Од дна до врха, 8.9 km дуг пут достиже 1140 m надморске висине, уз просјечни нагиб 12,8%. Блаже дионице успона имају облик попут шнале за косу, уз понеки стрми дио. Успон је скоро раван кад се дође до 3,5 km до врха, уз понеку стрму дионицу од по 23% нагиба.[10]

## Ђиро д’Италија
Монте Зонколан је на Ђиро д’Италији вожен шест пута до сада. Први пут се на Ђиру нашао 2003, на етапи 12, од Сутриоа, побиједио је Ђилберто Симони. То је такође био последњи пут са се Марко Пантани бори за побједу на Ђиру, он је напао на 3 km до циља и завршио пети, 42 секунде иза Симонија. Прије овога, успон је коришћен на Ђиро д’Италији за жене 1997, побиједила је Фабијана Лупертини.
Зонколан се други пут на Ђиру нашао 2007, на етапи 17. Вожен је успон од Овара, а опет је Ђилберто Симони побиједио. Трећи пут је вожен три године касније — на Ђиро д’Италији 2010, на етапи 15. Иван Басо је побиједио, а касније се испоставило да је то била одлучујућа етапа те године, Басо је освојио Ђиро. На Ђиро д’Италији 2011, Зонколан је вожен на етапи 14, побиједио је Игор Антон, испред Алберта Контадора и Винченца Нибалија. Године 2014, успон је вожен на одлучујућој, етапи 20. Тријумфовао је Мајкл Роџерс.
Након три године паузе, Зонколан се вратио на Ђиро 2018, гдје је вожен на етапи 14. Вожен је са теже стране, преко Овароа; тријумфовао је Крис Фрум, седам секунди испред Сајмона Јејтса.

### Етапе на Ђиро д’Италији
| Година | Етапа | Старт етапе           | Дистанца () | Страна | Побједник етапе   | Лидер трке       |
| ------ | ----- | --------------------- | ----------- | ------ | ----------------- | ---------------- |
| 2003.  | 13    | Сан Дона ди Пијаве    | 115         | Сутрио | Ђилберто Симони   | Ђилберто Симони  |
| 2007.  | 17    | Линц                  | 142         | Оваро  | Ђилберто Симони   | Данило ди Лука   |
| 2010.  | 15    | Местре                | 218         | Оваро  | Иван Басо         | Давид Аројо      |
| 2011.  | 14    | Линц                  | 210         | Оваро  | Игор Антон        | Алберто Контадор |
| 2014.  | 20    | Манијаго              | 167         | Оваро  | Мајкл Роџерс      | Наиро Кинтана    |
| 2018.  | 14    | Сан Вито ал Таљаменто | 181         | Оваро  | Крис Фрум         | Сајмон Јејтс     |
| 2021.  | 14    | Читадела              | 205         | Сутрио | Лоренцо Фортунато | Еган Бернал      |

### Етапе на Ђиро дона трци
| Година | Етапа | Старт етапе | Дистанца (km) | Страна | Побједник етапе   | Лидер трке        |
| ------ | ----- | ----------- | ------------- | ------ | ----------------- | ----------------- |
| 1997.  | 10    |             |               | Сутрио | Фабијана Луперини | Фабијана Луперини |